# Браер-Крік Тауншип (округ Колумбія, Пенсільванія)
Браер-Крік Тауншип (англ. Briar Creek Township) — селище (англ. township) в США, в окрузі Колумбія штату Пенсільванія. Населення — 2982 особи (2020).

## Демографія
Згідно з переписом 2010 року, у селищі мешкало 3016 осіб у 1242 домогосподарствах у складі 907 родин. Було 1397 помешкань
Расовий склад населення:
| - 97,7 % — білих - 0,5 % — азіатів - 0,3 % — чорних або афроамериканців - 0,1 % — корінних американців |

До двох чи більше рас належало 0,9 %. Частка іспаномовних становила 1,0 % від усіх жителів.
За віковим діапазоном населення розподілялося таким чином: 18,9 % — особи молодші 18 років, 63,1 % — особи у віці 18—64 років, 18,0 % — особи у віці 65 років та старші. Медіана віку мешканця становила 46,5 року. На 100 осіб жіночої статі у селищі припадало 96,1 чоловіків;  на 100 жінок у віці від 18 років та старших — 96,5 чоловіків також старших 18 років.
Середній дохід на одне домашнє господарство  становив 69 349 доларів США (медіана — 59 051), а середній дохід на одну сім'ю — 79 318 доларів (медіана — 69 107). За межею бідності перебувало 6,7 % осіб, у тому числі 9,5 % дітей у віці до 18 років та 7,8 % осіб у віці 65 років та старших.
Цивільне працевлаштоване населення становило 1476 осіб. Основні галузі зайнятості: освіта, охорона здоров'я та соціальна допомога — 24,9 %, виробництво — 24,3 %, транспорт — 12,9 %, науковці, спеціалісти, менеджери — 7,9 %.